# ZFPM2
La proteína de dedos de zinc M2 (ZFPM2) es una proteína codificada en humanos por el gen zfpm2.
Esta proteína se caracteriza por la presencia de un dominio de dedos de zinc y pertenece a la familia de factores de transcripción FOG. Los miembros de esta familia modulan la actividad de las proteínas de la familia GATA, que son importantes reguladores de hematopoyesis y cardiogénesis en mamíferos. Se ha demostrado que esta proteína puede activar y reprimir la expresión de genes diana de los factores de transcripción GATA, lo que sugiere la existencia de una modulación diferente según el contexto y el tipo de promotor. Los ARNm alternativos encontrados sugieren la existencia de splicing alternativo, aunque esta información no está totalmente confirmada por la secuencia.

## Interacciones
La proteína ZFPM2 ha demostrado ser capaz de interaccionar con:
- GATA4[1]
- GATA1[2]
- CTBP2[2]